# Giorgio Zoff
Giorgio Zoff (Romans d'Isonzo, 1º gennaio 1947) è un allenatore di calcio ed ex calciatore italiano, di ruolo centrocampista.

## Carriera
Centrocampista con compiti di copertura, cresce nella Pro Romans. Nel 1963 passa al Mantova, insieme al compagno di squadra Giorgio Bernardis, e qui esordisce in Serie A, nella stagione 1967-1968, chiusa dai virgiliani all'ultimo posto. Scende in campo in 10 occasioni, debuttando il 1º ottobre 1967 nel pareggio interno contro l'Inter.
Passato al Varese, dove non scende mai in campo in incontri di campionato, nel novembre 1968 approda al Piacenza, di cui diventa subito titolare inamovibile e conquista la promozione in Serie B. Con gli emiliani esordisce in cadetteria, senza poter evitare l'immediata retrocessione in Serie C. È tra i pochi confermati anche per la stagione successiva, al termine della quale viene ceduto all'Avellino.
Dopo due stagioni in Irpinia, nel 1973 viene acquistato dal Lecce, insieme al compagno di squadra Pantani. Con i giallorossi disputa due campionati di Serie C, ottenendo un secondo ed un terzo posto, prima di passare alla Salernitana. Qui ritrova Tiziano Stevan, suo compagno a Piacenza, e viene impiegato come titolare nella formazione granata, che giunge all'ottavo posto dopo aver avvicendato tre allenatori. Prosegue la carriera nell'Anconitana, sempre in Serie C, e nel Palmanova.
In carriera ha totalizzato complessivamente 10 presenze in Serie A e 37 in Serie B. Dopo il ritiro è stato allenatore del Ronchi, formazione dilettantistica friulana.

## Palmarès

### Club

#### Competizioni nazionali
- Serie C: 2

Piacenza: 1968-1969
Avellino: 1972-1973